# Döbelner Anzeiger (1838–1945)
Die Zeitung Döbelner Anzeiger war eine ab 1838 in Döbeln im Königreich Sachsen erschienene Zeitung.

## Geschichte

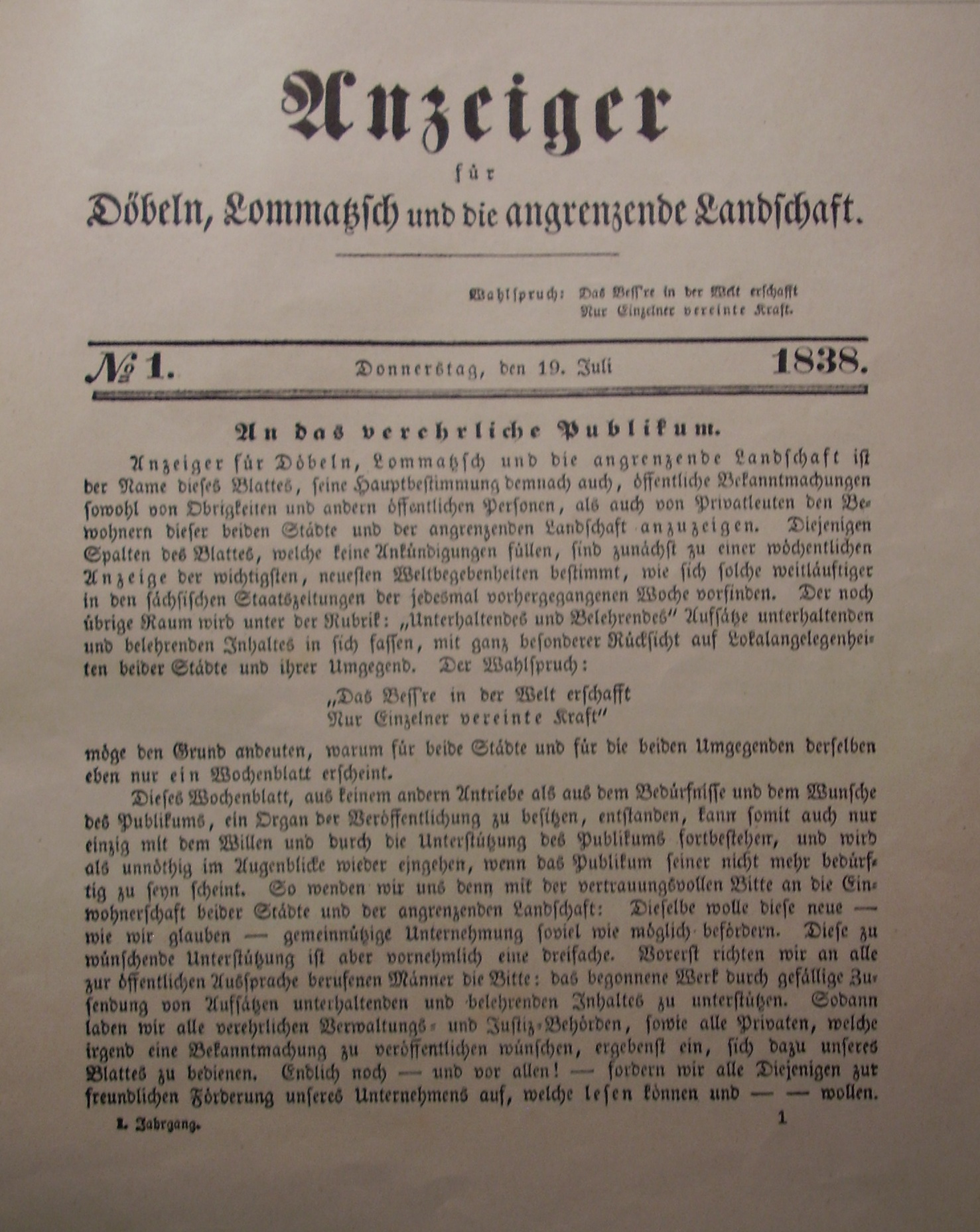
Erstausgabe des Döbelner Anzeiger am 19. Juli 1838

Ende September 1837 eröffnete Josef Wilhelm Thallwitz (1801–1872) in der Döbelner Bäckerstrasse eine Buchdruckerei und druckte ab dem 12. Oktober 1837 die seit dem 3. Juli 1823 in Döbeln erscheinende Zeitung Wochenblatt für Döbeln und seine Umgebungen die wöchentlich erschien. Wegen Differenzen mit dem Verleger Hoffmann, entschloss sich Thallwitz eine eigene Zeitung herauszugeben. So erschien am 19. Juli 1838 die erste Ausgabe des Döbelner Anzeigers unter dem damaligen Titel Anzeiger für Döbeln, Lommatzsch und die angrenzende Landschaft. Ab 3. Juli 1847 erschien die Zeitung zweimal wöchentlich und erweiterte ihre Verbreitung auch auf die Stadt Rosswein und Umgebung mit dem Titel Anzeiger und Wochenblatt für Döbeln, Lommatzsch, Rosswein und die angrenzende Landschaft. Im Jahre 1848 hatte der Anzeiger schon eine Auflage von 1500 Exemplaren. Am 1. Januar 1863 wurde die Zeitung zum Amtsblatt erhoben und hieß Anzeiger und Wochenblatt für Döbeln, Lommatzsch, Rosswein und Umgegend. Amtsblatt des königlichen Gerichtsamts und Stadtraths zu Döbeln. Thallwitz schaffte 1866, mitten in den Wirren des deutschen Krieges, eine Schnellpresse an. Dadurch war es möglich ab 1. Januar 1869 die Zeitung dreimal wöchentlich erscheinen zu lassen.
Nach dem Tod von Wilhelm Thallwitz 1872 übernahm sein Sohn Emil Thallwitz pachtweise für kurze Zeit das Geschäft, gründete aber 1876 eine eigene Druckerei. Adolph Thallwitz († 1911) übernahm am 1. März 1881 pachtweise das Geschäft und kaufte es nach dem Tod der Mutter 1897. So erwarb er 1888 das Grundstück Breite Straße 5, verband es räumlich mit der vorhandenen Druckerei und baute 1890/91 ein neues zweistöckiges Gebäude. 1901 übergab Adolph Thallwitz das Geschäft seinen Söhnen Otto und Richard.
Seit dem 1. Juli 1876 erschien die Zeitung täglich und ab 1878 erfolgte die Ausgabe abends, was die Zeitung für damalige Verhältnisse viel aktueller machte. 1882 hatte die Zeitung eine Auflage von 3700 Exemplaren und 1897 erhielt sie den Namen Döbelner Anzeiger und Tageblatt. Die Beschleunigung des beginnenden 20. Jahrhunderts fand gerade in Zeitungen ihren Ausdruck und so wurde die Zeitung von 1900 bis zum Ersten Weltkrieg in Umfang und Inhalt vergrößert. 1922 gründeten die Geschäftsführer eine GmbH. Nach dem Tod von Richard Thallwitz 1935 trat sein Sohn Adolph in die Firma ein. Zum Ende des Zweiten Weltkriegs 1945 erschien die letzte Ausgabe des Döbelner Anzeiger.